# XL Cola
XL Cola was sinds 1985 een Zweedse frisdrank met colasmaak die werd geproduceerd en enkel werd verkocht in Zweden.
3ES Cola · Afri-Cola · Alter Cola · Amrat Cola · Apotekarnes Cola · Arab Cola · Barr Cola · Beuk Cola · Big Cola · Boylan Cane Cola · Breizh Cola · Bubba Cola · C&C Cola · Campa Cola · Cat Cola · Chat Cola · Chek Cola · Chero-Cola · China Cola · Chtilà Cola · Classic Cola · Club Cola · Coca-Cola · Cola Turka · Cole Cold · Corsica Cola · Count Cola · Cricket Cola · Cuba Cola · Diet Rite Cola · Dixi Cola · Double Cola · El Ché Cola · Elsass Cola · Evoca Cola · Fada Cola · Faygo Cola · Feichang Cola · First Choice Cola · Freeway Cola · Frescolita · fritz-kola · Fruti Kola · Fukola Cola · Future Cola · Fuji-Cola · Herschi Cola · Highway Cola · Icy-Cola · Imazighen Cola · Inca Kola · Isaac Kola · Jolly Cola · Jolt Cola · Just Cola · KasKol · Kiri · Kitty Kola · Kofola · Kola Real · Kola Román · Kola Shaler · Kristal Kola · LA Ice Cola · Libella · Like Cola · Master Choice · Moxie · Mecca-Cola · Muslim Up · Odina · OK Cola · OpenCola · Parsi Cola · Pepsi Cola · Perú Cola · Polo-Cockta · Pop Cola · Pran Cola · Premium-Cola · President's Choice Cola · Qibla Cola · R.C. Cola · Raak Cola · Raak Kindercola · Red Kola · Reyna Kola · Ritchie Cola · River Cola · Rola Cola · Royal Crown Cola · Sam's Choice Cola · Salva Cola · Honey Saps Cola · Schweppes Cola · Shasta Cola · Sinalco Cola · Sugar Cane Cola · TaB Cola · Thums Up · Tropicola · tuKola · Ubuntu Cola · Ugarit Cola · Uludağ Cola · Virgin Cola · Vita Cola · Viva Cola · XL Cola · Zam Zam Cola · Zelal Cola · ZOOB Cola